# میشل بوئرباخ
میشل بوئرباخ (انگلیسی: Michel Boerebach؛ زادهٔ ۲۷ سپتامبر ۱۹۶۳) بازیکن سابق فوتبال اهل پادشاهی هلند است. او دستیار مربی فعلی باشگاه هلندی گو اهد ایگلز که در آنجا کار حرفه‌ای خود را آغاز کرد، است.